# 行方尚史
行方 尚史（なめかた ひさし、1973年12月30日 - ）は、将棋棋士。棋士番号208。青森県弘前市出身。大山康晴十五世名人門下。日本将棋連盟非常勤理事（2023年 - ）。

## 棋歴
小学6年生時の1985年春、第10回小学生将棋名人戦で3位入賞。この大会で優勝したのが野月浩貴。木村一基がベスト8。
将棋修行のため、小学校卒業と同時に12歳で単身上京。中学生時代には、学校の教師や下宿先で奨励会員という立場を理解してもらえず、バカにされたり罵倒されるなど苦い経験を持つ。そのせいか、当時は「中学中退がかっこいい」などとうそぶいていたという。中学卒業後は都立高校に進学するものの3ヶ月で中退。
1993年、19歳で四段昇段（プロ入り）。このとき、マスコミのインタビューで「羽生さんに勝っていい女を抱きたい。」と発言し、話題となった。後に行方は「あの発言はマスコミに（煽られて）言わされてしまった」と述懐している。

### プロデビュー後
プロ入りから間もない、初参加の第7期竜王戦6組ランキング戦（1993-1994年）で優勝。6組とはいえども、準々決勝で破った相手は、前年にタイトルを獲得した郷田真隆であった。さらに、佐藤康光竜王への挑戦権を争う本戦トーナメントでも、深浦康市、森内俊之、南芳一、米長邦雄といった強豪をなで斬りにする快進撃。ついに棋戦参加初年度ながら羽生善治との挑戦者決定三番勝負に進出した。竜王戦6組優勝から挑戦者決定戦に進出したのは行方が唯一である（第37期終了時点）。挑戦者決定三番勝負は0-2で敗退。ちなみに羽生は、この期に佐藤から竜王を奪取し六冠王となっている。他には第43期王座戦にて6連勝して本戦入りしている（1回戦で敗退）。
第8期（1994-1995年）の竜王ランキング戦5組でも、決勝で郷田を破って優勝し、昇段規定「竜王ランキング戦2回連続優勝」により五段に昇段した。これは同規定の初の適用であり、その後もこの規定で昇段したのは、行方のほかに木村一基しかいない。決勝トーナメントでは1勝にとどまる。
1995年、テレビ棋戦の早指し新鋭戦で優勝。1995年度将棋大賞の新人賞を受賞。第37期王位戦では初の王位リーグ入りをしたが、3勝2敗で陥落。
1996年度、第9期竜王戦の4組で3位決定戦を制し、3組へ昇級。翌年度(第10期竜王戦)もランキング戦を優勝し、2組へ昇級（しかし更に翌年度は苦戦し、3組へ降級）。
1998年度、第57期順位戦で10戦全勝し、1位でC級1組へ初昇級を決めた。第70期棋聖戦では8連勝して決勝トーナメントに進出すると、本戦でも初戦を突破してベスト4に進出。第40期王位戦では2回目の王位リーグ入り決めると、紅組で4勝1敗の2位になり、初残留を果たす（翌期陥落）。
1999年度は第12期竜王戦で2組へ復帰すると、第13期（1999-2000年）竜王戦2組でも3位決定戦を制し、初の1組入りを決める。
2000年度は第59期順位戦のC級1組にて8勝2敗の2位となり、B級2組へ昇級した。
2001年度は早指し新鋭戦にて2回目の決勝進出となるが、深浦康市に敗れ準優勝に終わる。
2003年度は第62期順位戦のB級2組にて8勝2敗の2位となり、B級1組へ昇級した。また、第34期新人王戦でも決勝へ進出するが、田村康介相手に1勝2敗で敗退し、準優勝に終わった。
2004年度のB級1組順位戦の対中川大輔七段戦で、持将棋、千日手による2度の指し直しで合計23時間（午前10時開始、翌日午前9時15分終局）不眠で将棋を指し続け、結果、勝利を収めている。同年、第55期王将戦リーグ入り（2勝4敗で陥落）。第19期竜王戦では2連敗し、2組へ降級。
2006年度のB級1組順位戦2位の成績により、2007年4月にA級八段となる。しかし、初のA級順位戦では大苦戦し、1勝8敗の最下位で陥落となった。しかし、2008年2月9日、2007年度に新設された朝日杯将棋オープン戦で優勝し、全棋士参加棋戦での初優勝を果たす。これは、A級からの陥落が決定して間もなくの事だった。
2008年度は第21期竜王戦で2連敗を喫し、3組へ降級した。しかし、翌年度（第22期竜王戦）にてすぐに2組へ復帰している。
2013年1月10日、第71期順位戦B級1組11回戦で勝利し、10勝0敗で2局残して、A級復帰を決める。丸山忠久九段以来の12連勝も期待されたが、最終局で久保利明九段に敗れて11勝1敗に終わった。
2013年5月29日、第54期王位戦挑戦者決定戦で佐藤康光九段を破り挑戦権を獲得、遂に念願のタイトル初挑戦であったが、羽生善治を相手に1勝4敗で敗退した（翌年度にリーグからも陥落）。
A級2位として臨んだ第73期A級順位戦において、A級3位の渡辺明、同7位の久保利明、同9位の広瀬章人と同じ6勝3敗で終了。2015年3月16日に行われた挑戦者決定プレーオフ第3戦で、広瀬と渡辺を破った久保と対戦し、150手で久保を下して、初めて羽生善治名人への挑戦権を獲得した。しかし、1勝4敗で敗退した。
第64回（2014年度）NHK杯戦で勝ち進み、準決勝で橋本崇載と対戦。局面劣勢の橋本が秒読みに追われる中で二歩の反則をした際、そのことに気付き、頭を抱えて橋本を逆に驚かせた（決勝で森内俊之に敗れ準優勝）。第27期竜王戦では2組ランキング戦を優勝し、1組へ復帰（翌年度に2連敗し、再び2組へ降級）。
2015年9月5日に行われた第36回将棋日本シリーズの2回戦で渡辺明と対戦し、同棋戦史上最長の297手を記録したうえ、同棋戦史上初の持将棋となった（直後に指し直し局が行われて行方は敗れた）。第57期王位戦では王位リーグ入りするが、3勝2敗で陥落。新棋戦の叡王戦ではベスト4に進出。
2018年1月29日、第89期棋聖戦二次予選で村山慈明七段に勝ち、史上52人目となる公式戦通算600勝(将棋栄誉賞)を達成した。
2018年3月3日、第76期順位戦A級11回戦で稲葉陽八段に敗れ、3勝7敗で連続5期在籍したA級からの降級が決定した。第30期竜王戦でも2組で2連敗し、3組へ降級となった。第3期叡王戦では活躍し、再びベスト4まで勝ち進んだ。
2018年度は早指し棋戦で活躍。第26期銀河戦では決勝進出すると（佐藤天彦に敗れ準優勝）、第12回朝日杯でもベスト4まで進出した。
2019年度は第78期順位戦B級1組で8勝4敗の成績を収めるが3位に終わり、惜しくもA級復帰を逃す。そして翌年度は一転して苦戦。4勝8敗の11位に終わり、B級2組へ降級となった。

## 棋風
居飛車党。粘り強い棋風である。

## 人物
- 本来は右利き(第10回小学生将棋名人戦出場時は右手指し。箸や筆記も右手)であるが、サウスポーへの憧れから左手で指すようになった。従って、注意力が薄れる感想戦時などでは希に右手で指してしまう場合がある(第65回NHK杯テレビ将棋トーナメントの対千田戦における感想戦開始直後)。
- 音楽ではロックンロール好きで、アーティストではthee michelle gun elephant（以下「ミッシェル」）や中村一義、レディオヘッド、ナンバーガールなどが好み。特にミッシェルについては活動中は足繁くライブに通った程のファンである[5]。20代の頃には「あと4歳若かったら絶対ミュージシャンになってた」とインタビューで語ったこともある[6]。
- 四段昇段時のインタビュー（「週刊将棋」1993年11月10日号）では、音楽について、以下のように語っている。
  - ことに同世代連中の馬鹿さには言葉もない。例えばチャゲアスとかビーズ。あんな不快に垂れ流されるだけに過ぎない、オートマテイック・インフォメーション的な音楽が、インチキにもあんなに売れるのか理解に苦しむ。
  - ブルーハーツ少年からフリッパーズに自分が変わってしまったことで、僕の価値観がかなり変わった。
- 食べるのが遅く食事に時間がかかる傾向がある。自ら「実際僕以上に食べるのが遅い人間にお目にかかったことがない」と語るほど[5]。
- 熱くなりやすい性格で、不本意な対局になると拳で鞄を何度も殴りつけることがある[要出典]。
- 遅刻癖がある。2003年2月に引退間際の米長邦雄永世棋聖と対局した際には対局開始時刻に30分遅刻し、米長を含む関係者を呆れさせた[7]。2007年4月に、作家の団鬼六が行方の八段昇段を祝い花見船を出した際も、主賓の立場でありながら出発時刻に遅刻したため団を呆れさせている[7]。
- 『将棋世界』1998年4月号から1999年3月号まで自戦記を連載していた。若者らしく率直な語り口であった。
- 棋士の中でも、ファッションセンスのあることで有名。ポール・スミスなどを好んで着ている。
- その純粋ながらも多面体の人物像は皆に愛されており、女流棋士の清水市代からも「なめちゃん」の愛称で呼ばれている[注 2]。行方の人間性に触れたエッセーも多い[要出典]。
- 2009年2月、行方を著者と記した「一人で学べる! 強くなる将棋入門（ISBN 978-4-537-20726-2）」が日本文芸社から刊行された。しかし実際には行方は全く関与しておらず、内容面においても行方の棋譜の無断使用、ずさんな解説を行ったということが行方本人の日本文芸社に対する問い合わせをきっかけとして発覚し、絶版となった。この事件について、『週刊将棋』2011年2月2日号18面広告欄と『将棋世界』2011年3月号215ページ広告欄においてその旨と謝罪文を記載した文章が日本文芸社によって掲載された。
- 2011年12月に結婚[8]。
- 2015年名人戦七番勝負からメガネをかけて対局するようになった。しかし、メガネをかけて対局した名人戦七番勝負第1局に敗れ、2015年名人戦七番勝負では第2局以降メガネをかけずに対局した。

## 昇段履歴
- 1986年00月00日： 6級 = 奨励会入会
- 1990年00月00日： 初段
- 1991年00月00日： 三段（第11回奨励会三段リーグからリーグ参加）[9]
- 1993年10月01日： 四段（第13回奨励会三段リーグ 成績1位） = プロ入り[10][11]
- 1995年10月01日： 五段（竜王ランキング戦連続優勝）
- 1999年06月21日： 六段（勝数規定／五段昇段後公式戦120勝）[12]
- 2004年04月01日： 七段（順位戦B級1組昇級）[13]
- 2007年04月01日： 八段（順位戦A級昇級）[14]
- 2019年11月14日： 九段（勝数規定／八段昇段後公式戦250勝）[15]

## 主な成績

### タイトル挑戦
- 王位 1回（第54期 - 2013年度）
- 名人 1回（第73期 - 2015年度）

登場回数 2回（獲得なし）

### 棋戦優勝
- 早指し新鋭戦 1回（第14回 - 1995年度）
- ※朝日杯将棋オープン戦 1回（第1回 - 2007年度）

優勝合計 2回（※全棋士参加棋戦 優勝1回）

### 将棋大賞
- 第23回（1995年度） 新人賞
- 第26回（1998年度） 勝率一位賞

### その他表彰
- 2018年1月29日 将棋栄誉賞（通算600勝達成）[3]

### 在籍クラス
| 開始 年度 | (出典)順位戦出典 | (出典)順位戦出典 | (出典)順位戦出典 | (出典)順位戦出典 | (出典)順位戦出典 | (出典)順位戦出典 | (出典)順位戦出典 | (出典)順位戦出典 | (出典)竜王戦出典 | (出典)竜王戦出典 | (出典)竜王戦出典 | (出典)竜王戦出典 | (出典)竜王戦出典 | (出典)竜王戦出典 | (出典)竜王戦出典 | (出典)竜王戦出典 | (出典)竜王戦出典 | (出典)竜王戦出典 |
| 開始 年度 | 期               | 名人             | A級              | B級              | B級              | C級              | C級              | 0                | 期               | 竜王             | 1組              | 2組              | 3組              | 4組              | 5組              | 6組              | 決勝 T           |                  |
| 開始 年度 | 期               | 名人             | A級              | 1組              | 2組              | 1組              | 2組              | 0                | 期               | 竜王             | 1組              | 2組              | 3組              | 4組              | 5組              | 6組              | 決勝 T           |                  |
| --- | ---------------- | ---------------- | ---------------- | ---------------- | ---------------- | ---------------- | ---------------- | ---------------- | ---------------- | ---------------- | ---------------- | ---------------- | ---------------- | ---------------- | ---------------- | ---------------- | ---------------- | ---------------- |
| 1993 | 52               | 四段昇段前       | 四段昇段前       | 四段昇段前       | 四段昇段前       | 四段昇段前       | 四段昇段前       | 四段昇段前       | 7                |                  |                  |                  |                  |                  |                  | 6組              | 4-2              | 5-0              |
| 1994 | 53               |                  |                  |                  |                  |                  | C245             | 6-4              | 8                |                  |                  |                  |                  |                  | 5組              |                  | 1-1              | 5-0              |
| 1995 | 54               |                  |                  |                  |                  |                  | C217             | 8-2              | 9                |                  |                  |                  |                  | 4組              |                  |                  | --               | 6-1              |
| 1996 | 55               |                  |                  |                  |                  |                  | C205             | 6-4              | 10               |                  |                  |                  | 3組              |                  |                  |                  | 0-1              | 4-0              |
| 1997 | 56               |                  |                  |                  |                  |                  | C211             | 6-4              | 11               |                  |                  | 2組              |                  |                  |                  |                  | --               | 0-3              |
| 1998 | 57               |                  |                  |                  |                  |                  | C212             | 10-0             | 12               |                  |                  |                  | 3組              |                  |                  |                  | --               | 3-1              |
| 1999 | 58               |                  |                  |                  |                  | C121             |                  | 7-3              | 13               |                  |                  | 2組              |                  |                  |                  |                  | --               | 4-1              |
| 2000 | 59               |                  |                  |                  |                  | C107             |                  | 8-2              | 14               |                  | 1組              |                  |                  |                  |                  |                  | --               | 1-2              |
| 2001 | 60               |                  |                  |                  | B220             |                  |                  | 6-4              | 15               |                  | 1組              |                  |                  |                  |                  |                  | --               | 1-2              |
| 2002 | 61               |                  |                  |                  | B207             |                  |                  | 6-4              | 16               |                  | 1組              |                  |                  |                  |                  |                  | --               | 3-2              |
| 2003 | 62               |                  |                  |                  | B205             |                  |                  | 8-2              | 17               |                  | 1組              |                  |                  |                  |                  |                  | --               | 1-2              |
| 2004 | 63               |                  |                  | B112             |                  |                  |                  | 6-6              | 18               |                  | 1組              |                  |                  |                  |                  |                  | 0-1              | 3-1              |
| 2005 | 64               |                  |                  | B109             |                  |                  |                  | 6-6              | 19               |                  | 1組              |                  |                  |                  |                  |                  | --               | 0-2              |
| 2006 | 65               |                  |                  | B107             |                  |                  |                  | 8-4              | 20               |                  |                  | 2組              |                  |                  |                  |                  | --               | 3-2              |
| 2007 | 66               |                  | A 10             |                  |                  |                  |                  | 1-8              | 21               |                  |                  | 2組              |                  |                  |                  |                  | --               | 0-2              |
| 2008 | 67               |                  |                  | B102             |                  |                  |                  | 6-6              | 22               |                  |                  | 2組              |                  |                  |                  |                  | --               | 3-1              |
| 2009 | 68               |                  |                  | B106             |                  |                  |                  | 8-4              | 23               |                  |                  | 2組              |                  |                  |                  |                  | --               | 2-2              |
| 2010 | 69               |                  |                  | B104             |                  |                  |                  | 6-6              | 24               |                  |                  | 2組              |                  |                  |                  |                  | --               | 3-2              |
| 2011 | 70               |                  |                  | B105             |                  |                  |                  | 7-5              | 25               |                  |                  | 2組              |                  |                  |                  |                  | --               | 2-2              |
| 2012 | 71               |                  |                  | B105             |                  |                  |                  | 11-1             | 26               |                  |                  | 2組              |                  |                  |                  |                  | --               | 2-2              |
| 2013 | 72               |                  | A 09             |                  |                  |                  |                  | 6-3              | 27               |                  |                  | 2組              |                  |                  |                  |                  | 1-1              | 4-0              |
| 2014 | 73               |                  | A02              |                  |                  |                  |                  | 6-3              | 28               |                  | 1組              |                  |                  |                  |                  |                  | --               | 0-2              |
| 2015 | 74               |                  | A 01             |                  |                  |                  |                  | 6-3              | 29               |                  |                  | 2組              |                  |                  |                  |                  | --               | 3-2              |
| 2016 | 75               |                  | A 02             |                  |                  |                  |                  | 4-5              | 30               |                  |                  | 2組              |                  |                  |                  |                  | --               | 0-2              |
| 2017 | 76               |                  | A 05             |                  |                  |                  |                  | 3-7              | 31               |                  |                  |                  | 3組              |                  |                  |                  | --               | 2-2              |
| 2018 | 77               |                  |                  | B102             |                  |                  |                  | 6-6              | 32               |                  |                  |                  | 3組              |                  |                  |                  | --               | 3-2              |
| 2019 | 78               |                  |                  | B104             |                  |                  |                  | 8-4              | 33               |                  |                  |                  | 3組              |                  |                  |                  | --               | 1-2              |
| 2020 | 79               |                  |                  | B103             |                  |                  |                  | 4-8              | 34               |                  |                  |                  | 3組              |                  |                  |                  | --               | 1-2              |
| 2021 | 80               |                  |                  |                  | B201             |                  |                  | 5-5              | 35               |                  |                  |                  | 3組              |                  |                  |                  | --               | 1-2              |
| 2022 | 81               |                  |                  |                  | B214             |                  |                  | 7-3              | 36               |                  |                  |                  | 3組              |                  |                  |                  | --               | 3-2              |
| 2023 | 82               |                  |                  |                  | B206             |                  |                  | 5-5              | 37               |                  |                  |                  | 3組              |                  |                  |                  | --               | 1-2              |
| 2024 | 83               |                  |                  |                  | B213             |                  |                  |                  | 38               |                  |                  |                  | 3組              |                  |                  |                  | --               |                  |
| 順位戦、竜王戦の 枠表記 は挑戦者。右欄の数字は勝-敗(番勝負/PO含まず)。 順位戦の右数字はクラス内順位 ( x当期降級点 / *累積降級点 / +降級点消去 ) 順位戦の「F編」はフリークラス編入 /「F宣」は宣言によるフリークラス転出。 竜王戦の 太字 はランキング戦優勝、竜王戦の 組(添字) は棋士以外の枠での出場。 |                  |                  |                  |                  |                  |                  |                  |                  |                  |                  |                  |                  |                  |                  |                  |                  |                  |                  |

### 年度別成績
| 年度             | 対局数 | 勝数 | 負数 | 勝率   | (出典) |
| ---------------- | ------ | ---- | ---- | ------ | ------ |
| 1993年度         | 13     | 10   | 3    | 0.7692 | [ 18 ] |
| 1994年度         | 48     | 35   | 13   | 0.7292 | [ 19 ] |
| 1995年度         | 54     | 36   | 18   | 0.6667 | [ 20 ] |
| 1996年度         | 42     | 29   | 13   | 0.6902 | [ 21 ] |
| 1997年度         | 39     | 24   | 15   | 0.6154 | [ 22 ] |
| 1998年度         | 54     | 42   | 12   | 0.7778 | [ 23 ] |
| 1999年度         | 44     | 28   | 16   | 0.6364 | [ 24 ] |
| 2000年度         | 50     | 34   | 16   | 0.6800 | [ 25 ] |
| 1993-2000 (小計) | 344    | 238  | 106  |        |        |
| 年度             | 対局数 | 勝数 | 負数 | 勝率   | (出典) |
| 2001年度         | 50     | 32   | 18   | 0.6400 | [ 26 ] |
| 2002年度         | 50     | 31   | 19   | 0.6200 | [ 27 ] |
| 2003年度         | 48     | 26   | 14   | 0.6500 | [ 28 ] |
| 2004年度         | 36     | 21   | 15   | 0.5833 | [ 29 ] |
| 2005年度         | 41     | 20   | 21   | 0.4878 | [ 30 ] |
| 2006年度         | 33     | 19   | 14   | 0.5758 | [ 31 ] |
| 2007年度         | 29     | 13   | 16   | 0.4483 | [ 32 ] |
| 2008年度         | 34     | 18   | 16   | 0.5294 | [ 33 ] |
| 2009年度         | 37     | 21   | 16   | 0.5676 | [ 34 ] |
| 2010年度         | 34     | 17   | 17   | 0.5000 | [ 35 ] |
| 2001-2010 (小計) | 392    | 213  | 179  |        |        |
| 年度             | 対局数 | 勝数 | 負数 | 勝率   | (出典) |
| 2011年度         | 30     | 17   | 13   | 0.5667 | [ 36 ] |
| 2012年度         | 43     | 32   | 11   | 0.7442 | [ 37 ] |
| 2013年度         | 40     | 24   | 16   | 0.6000 | [ 38 ] |
| 2014年度         | 48     | 23   | 17   | 0.5750 | [ 39 ] |
| 2015年度         | 41     | 24   | 17   | 0.5854 | [ 40 ] |
| 2016年度         | 34     | 14   | 28   | 0.4118 | [ 41 ] |
| 2017年度         | 31     | 14   | 17   | 0.4516 | [ 42 ] |
| 2018年度         | 39     | 20   | 19   | 0.5128 | [ 43 ] |
| 2019年度         | 37     | 23   | 14   | 0.6216 | [ 44 ] |
| 2020年度         | 31     | 12   | 19   | 0.3871 | [ 45 ] |
| 2011-2020 (小計) | 374    | 203  | 171  |        |        |
| 年度             | 対局数 | 勝数 | 負数 | 勝率   | (出典) |
| 2021年度         | 33     | 17   | 16   | 0.5152 | [ 46 ] |
| 2022年度         | 34     | 17   | 17   | 0.5000 | [ 47 ] |
| 2023年度         | 25     | 10   | 15   | 0.4000 | [ 48 ] |
| 2021-2023 (小計) | 92     | 44   | 48   |        |        |
| 通算             | 1186   | 703  | 483  | 0.5927 | [ 49 ] |
| 2023年度まで     |        |      |      |        |        |

## 日本将棋連盟 役員
- 2023年6月9日 -  ：非常勤理事 (2024年時点)